# Jakub Schröter
Jakub Schröter (ur. 24 lipca 1567 w Braniewie, zm. 7 stycznia 1621 we Fromborku) – warmiński duchowny katolicki, doktor teologii, prepozyt kapituły w Dobrym Mieście, kanonik warmińskiej kapituły katedralnej we Fromborku, kanclerz diecezji warmińskiej.

## Życiorys

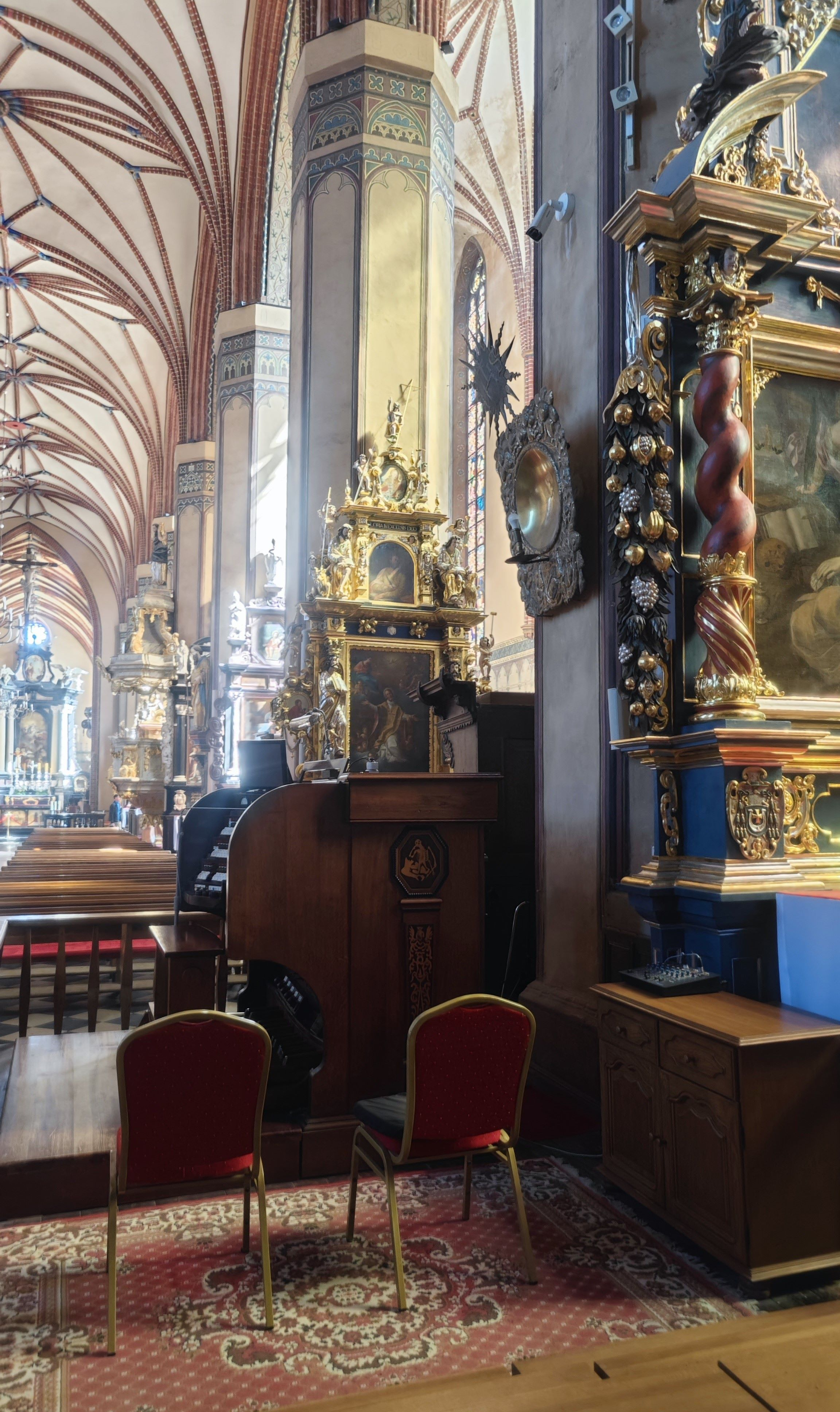
Płyta nagrobna przy filarze pozostaje od lat całkowicie zasłonięta podestem pod organami

Urodził się w rodzinie sukiennika w Braniewie. 27 września 1582 wstąpił do prowadzonego przez jezuitów seminarium duchownego w rodzinnym mieście, lecz już wcześniej, bo 17 września 1780, otrzymał z rąk biskupa Kromera niższe święcenia kapłańskie. Naukę w seminarium zakończył w sierpniu 1784 roku. Najpierw został kantorem przy szkole w Lidzbarku Warmińskim, a w 1585 był wymieniany jako organista. Następnie wyjechał na dalsze studia do Wiednia. Tam uzyskał magisterium nauk wyzwolonych oraz bakalaureat obojga praw. Święcenia kapłańskie otrzymał w Krakowie z rąk biskupa Pawła Dębskiego (w 1595). Prawdopodobnie posiadał również doktorat z teologii, uzyskany na Uniwersytecie w Wilnie. W 1594 został proboszczem parafii w Lidzbarku Warmińskim, a 26 grudnia tego roku mianowany również honorowym kanonikiem w Dobrym Mieście. W tym samym okresie pełnił również urząd notariusza publicznego oraz był sekretarzem kardynała Andrzeja Batorego, później biskupa Szymona Rudnickiego. 29 września 1598 kardynał Andrzej Batory mianował go prepozytem kapituły kolegiackiej w Dobrym Mieście, instalacja na urząd miała miejsce 8 października tego roku. W 1612 został mianowany kanonikiem kapituły katedralnej we Fromborku z prawem zachowania urzędu prepozyta kolegiaty w Dobrym Mieście. W 1614 przeniósł się na stałe do Fromborka. Jako kanclerz sam często zarządzał diecezją.
W 1609 wydał w drukarni w Braniewie apologię na cześć jezuitów. Ponadto ufundował ołtarz do kościoła w Dobrym Mieście, a w 1611 beneficjum przy należącym do prepozyta ołtarzu pw. Najświętszej Marii Panny. W tym samym roku przekazał na rzecz tworzonej przez Reginę Protmann (zm. 1613) nowej siedziby sióstr katarzynek plac pod zabudowę i ogród pomiędzy murami a rzeką Łyną w Lidzbarku Warmińskim. Postawił tylko jeden warunek, aby siostry w dniu patrona darczyńcy przystępowały do spowiedzi i komunii św. w jego intencji.
Jakub Schröter zmarł we Fromborku, pochowany został w katedrze (obecnie bazylice mniejszej). Jego płyta nagrobna zachowała się do czasów współczesnych, znajduje się w nawie głównej, przy ostatnim filarze, lecz od wielu lat pozostaje całkowicie zasłonięta kontuarem organowym. Płyta nagrobna zdobiona jest małżowinowym herbem zmarłego. Na płycie jest wyryta inskrypcja o treści (tłumaczenie):

Poświęcone Bogu Najlepszemu, Największemu. Wielebnemu Panu Jakubowi Schrotterowi, który dwóm biskupom tej diecezji kancelarię prowadził. W tym kościele wybrany kanonikiem. Zasnął w Panu w roku 1622, 7 stycznia. Niech jego dusza w Bogu żyje.